# Emerald Pool
Pour les articles homonymes, voir Emerald.
Emerald Pool est un petit bassin américain le long du cours de la Merced, dans le comté de Mariposa, en Californie. Il est situé à 1 543 mètres d'altitude en bordure de la Yosemite Wilderness, dans le parc national de Yosemite.